# Клімани
Кліма́ни (рос. Климаны) — присілок у складі Даровського району Кіровської області, Росія. Входить до складу Верховонданського сільського поселення.
Населення становить 1 особа (2010, 5 у 2002).
Національний склад станом на 2002 рік — росіяни 100 %.